# 다나카 히토미
다나카 히토미(일본어: 田中瞳, 1986년 7월 18일~)는 일본의 AV 여배우이자 그라비아 아이돌이다.